# Leucanopsis vangetta
Leucanopsis vangetta är en fjärilsart som beskrevs av Dyar 1910. Leucanopsis vangetta ingår i släktet Leucanopsis och familjen björnspinnare. Inga underarter finns listade i Catalogue of Life.